# Пение
Пе́ние — вокальное искусство.

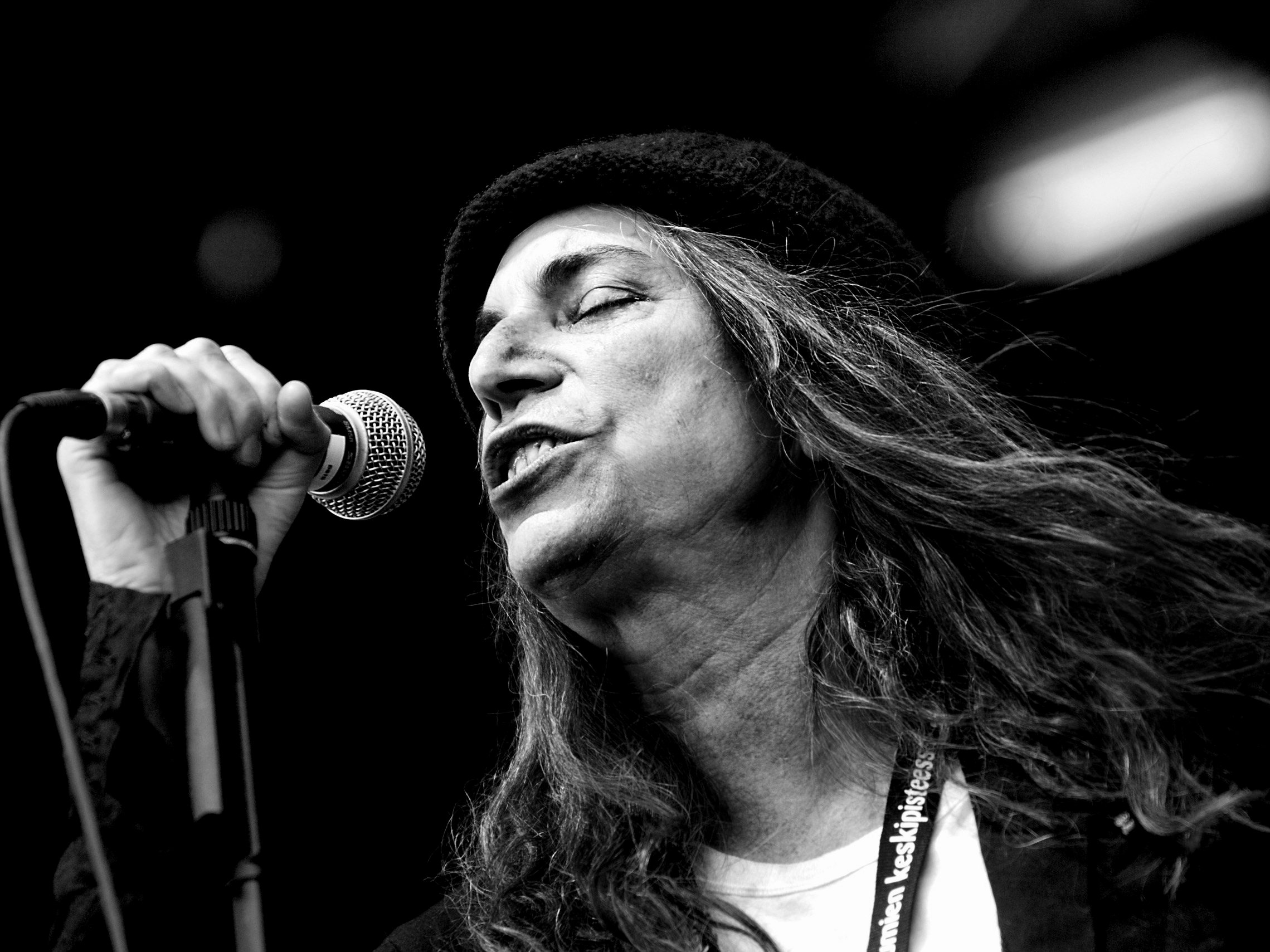
Патти Смит поёт в микрофон.

Происхождение пения связано со стремлением человека выразить своё настроение в звуках голоса. Постепенно развиваясь, пение становится предметом особого искусства. Слова, благодаря пению, приобретают бо́льший рельеф. Речь, в соединении с пением, производит особенно сильное, захватывающее действие. Для пения как искусства необходимы правильная, натуральная постановка голоса и техническое вокальное развитие.
Русская вокальная школа сложилась под влиянием художественных требований искусства русских композиторов-классиков М. И. Глинки, А. С. Даргомыжского, М. П. Мусоргского, А. П. Бородина, Н. А. Римского-Корсакова, П. И. Чайковского.

## Классификация

### По жанру
- Классическое (академическое)
  - оперное (итал. opera — работа);
  - камерное (итал. camera — комната) исполнение арий, романсов;
- эстрадное — поп-музыка; развивалось вместе с академической школой и происходит из разных фольклорных источников;
- народное — народная музыка, напев, фолк-музыка;
- джазовое — джаз, поп-джаз.

### По количеству исполнителей
- сольное
- ансамблевое (дуэт, трио и т. п.)
- хоровое

### По стилю исполнения
- певучее — кантилена
- декламационное — речитатив
- экстремальное (рок-вокал)
- Пение без слов (напр., на гласную) — вокализ. Хотя вокализы являются, в принципе, инструктивными произведениями (напр. Ф. Абта, Г. Панофки, Г. Зейдлера и др.), существуют и вокализы концертные (в том числе С. Рахманинова, М. Жербина, концерт Р. Глиера для голоса с оркестром, Вокализ Лизы Бричкиной из оперы К. Молчанова «А зори здесь тихие», А. Островского (известен в исп. Э. Хиля и М. Магомаева)).

## Вокальные приёмы
В эстрадном и народном вокале используются следующие приёмы:
- Расщепление (хрип, рок-вокал)
- Драйв
- Субтон
- Обертон (обертоновое пение, обертонное пение)
- Горловое пение (в том числе в Бурятии)
- Акцент
- Аккорд
- Арпеджио
- Белтинг
- Форшлаг
- Мордент
- Тванг
- Трель
- Вибрато
- Тремоло
- Портаменто
- Глиссандо
- Группетто
- Фальцет
- Микст
- Йодль
- Штробас
- Фрай (фрай-скриминг)

и другие расширенные техники.